# 3-idrossi-3-metilglutaril-coenzima A
Il 3-idrossi-3-metilglutaril-coenzima A (3-idrossi-3-metilglutaril-CoA o HMG-CoA) è un intermedio della via metabolica del mevalonato e della chetogenesi.